# Svetlana Cherkashneva
Svetlana Cherkashneva (en ruso: Светлана Черкашнева; 6 de octubre de 1992) es una deportista rusa que compitió en tiro con arco, en la modalidad de arco compuesto. Ganó dos medallas de oro en el Campeonato Europeo de Tiro con Arco al Aire Libre de 2014, en las pruebas individual y por equipo.

## Palmarés internacional
| Campeonato Europeo al Aire Libre | Campeonato Europeo al Aire Libre | Campeonato Europeo al Aire Libre | Campeonato Europeo al Aire Libre |
| Año                              | Lugar                            | Medalla                          | Prueba                           |
| -------------------------------- | -------------------------------- | -------------------------------- | -------------------------------- |
| 2014                             | Echmiadzin (Armenia)             | Medalla de oro                   | Individual                       |
| 2014                             | Echmiadzin (Armenia)             | Medalla de oro                   | Equipo                           |